# منطقه نورثلند
منطقه نورثلند (به انگلیسی: Northland Region) یکی از منطقه‌های نیوزیلند است که مرکز آن شهر وانگاری است..
این منطقه دارای ۱۳٬۷۸۹ کیلومتر مربع مساحت و ۱۵۸٬۷۰۰ نفر جمعیت است.